# Hrouzko-Lomivka
Hrouzko-Lomivka (en ukrainien : Грузько-Ломівка, en russe : Грузско-Ломовка, Grouzko-Lomovka) est une commune urbaine de l'est de l'Ukraine, dans l'oblast de Donetsk, dépendante du raïon de Donetsk. Sa population s'élevait en 2019 à 614 habitants.

## Géographie
La commune se trouve sur le Plateau du Donets, dans la vallée de la rivière Hrouzka, à 106 mètres d'altitude. La rivière Hrouzka est un affluent du fleuve côtier Kalmious, qui se jette dans la mer d'Azov plus au sud. Elle se trouve en aval de la commune urbaine de Hrouzko-Zorianske, qui lui est voisine, et à 25 kilomètres au sud-est de la ville de Donetsk.